# ان‌جی‌سی ۸۵

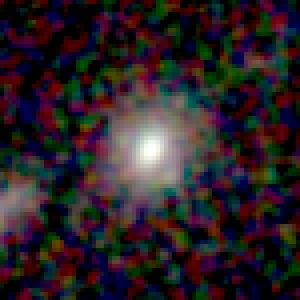
ان‌جی‌سی ۸۵

ان‌جی‌سی ۸۵ (به انگلیسی: NGC 85) یک کهکشان عدسی با قدر ظاهری ۱۵٫۷ است که در صورت فلکی زن برزنجیر قرار دارد.